# Бърлог
Бърло̀г (на сръбски: Брлог) е село в община град Пирот, Пиротски окръг, Сърбия. През 2002 г. населението му е 83 души, докато през 1991 е било 130 души.

## География
Бърлог е купно село, разположено в котловината Висок, в долината на Дойкиначка река. Землището му обхваща около 25 км² и граничи с това на селата Дойкинци, Йеловица, Росомач, Височка Ржана, Ръсовци и Паклещица.

## История
Смята се, че Бърлог първоначално се намира в местността Врело, при устието на Дойкиначката в Йеловичка река.
Селото се споменава в османотурски документи от 1447-1489 година като тимар в нахията Висок на спахиите Суграк оглан Илиясу и Хузуру. Има 25 домакинства, една вдовица и приход от 1051 акчета. През 1530 година е отбелязано като село с 19 домакинства, 3 неженени и една вдовица.
По Берлинския договор от 1878 година селото е включено в пределите на Сърбия. Според сръбския автор Мита Ракич през 1879 година Бърлог има 69 къщи и 478 жители (243 мъже и 235 жени). Петима мъже са грамотни.
През 1915-1918 и 1941-1944 година е в границите на военновременна България. През 1916 година, по време на българското управление на Моравско, Бърлог е център на община в Пиротска селска околия и има 478 жители.
През 1942 година е изградена малка хидроцентрала, която работи над 20 години.

## Население
- 1948 – 519 жители.
- 1953 – 520 жители.
- 1961 – 448 жители.
- 1971 – 302 жители.
- 1981 – 192 жители.
- 1991 – 130 жители.
- 2002 – 83 жители.

Според преброяването от 2002 година жителите на селото са сърби.

## Културни забележителности
- Църква „Света Петка“, изградена, според някои данни, през 1884,[8] а според други - през 1878 година.[9]

## Редовни събития
Съборът на селото е на 27 октомври, Пейчиндън.